# سي بي سي نيوز
سي بي سي نيوز هو قسم من هيئة الإذاعة الكندية المسؤول عن جمع الأخبار وإنتاج البرامج الإخبارية على عمليات الشركة باللغة الإنجليزية، تأسس سي بي سي نيوز في عام 1941، وهو أكبر إذاعة إخبارية في كندا ولديها محطات إذاعية محلية وإقليمية ووطنية. تتعاون بشكل متكرر مع نظيرتها الناطقة بالفرنسية، Radio-Canada Info ، على الرغم من أن الاثنين منفصلان من الناحية التنظيمية.
كانت أول نشرة إخبارية لـ سي بي سي عبارة عن تقرير إذاعي ثنائي اللغة في 2 نوفمبر 1936. افتتحت خدمة أخبار سي بي سي خلال الحرب العالمية الثانية في 1 يناير 1941 عندما قام دان ماك آرثر، رئيس تحرير الأخبار، بإعداد تقريرًا وطنيًا قدمه المذيع تشارلز جينينغز في الساعة 8:00 مساء. 
في عام 1952 أُطلقت سي بي سي ناشيونال نيوز (المذيعون: لاري هندرسون، إيرل كاميرون، ستانلي بيرك)، ثم غيرت اسمها إلى ذا ناشيونال في عام 1970.
بدأت سي بي سي في توصيل الأخبار عبر الإنترنت في عام 1996 عبر موقع Newsworld Online على الإنترنت. أُطلق موقع CBC News Online في عام 1998. وفي عام 2016 غُير اسم الموقع إلى CBC Indigenous.